# Historisches Archiv Krupp
Das Historische Archiv Krupp wurde 1905 als Werksarchiv der Firma Krupp und als Familienarchiv der Familie Krupp gegründet. Es befindet sich in der Villa Hügel in Essen.

## Geschichte bis 1945
Die Gründung 1905 stand im Zusammenhang mit der Vorbereitung des Firmenjubiläums im Jahr 1911. Margarethe Krupp begann ebenfalls 1905 mit der Sicherung der privaten Familienunterlagen. Rechtlich blieben die firmengeschichtliche und die familiengeschichtliche Sammlung zunächst getrennt. Aber sie wurden gemeinsam betreut und archivarisch erschlossen.
Neben der Sammlung von Unterlagen arbeitete das Archiv auch als Forschungsstelle. So entstanden zwei große Jubiläumsfestschriften des Konzerns im Wesentlichen im Archiv.
Seit 1913 war Wilhelm Berdow Leiter des Archivs. Nachfolger war ab 1921 Fritz Gerhard Kraft. Nach einer Phase der finanziellen und personellen Einschränkungen folgte in der Zeit des Nationalsozialismus eine kurze Zeit des Aufschwungs, ehe es von den Folgen des Zweiten Weltkrieges betroffen war. Im Jahr 1942 wurden bei einem Bombenangriff 10 Prozent des Werksarchivs zerstört. In den folgenden Jahren wurde das Archiv an verschiedene Stellen ausgelagert.

## Nachkriegsentwicklung
Das Archiv wurde von den Alliierten nach Kriegsende beschlagnahmt und 1949 an das Unternehmen zurückgegeben. Seit 1954 ist es wieder in der Villa Hügel angesiedelt. Neuer Leiter des Werksarchivs wurde Ernst Schröder. Erst jetzt wurden Werks- und Familienarchiv unter der Bezeichnung Historisches Archiv Krupp zusammengefasst.
Unter Leitung von Renate Köhne wurde das Archiv seit 1976 systematisch nach archivwissenschaftlichen Grundsätzen neu strukturiert und erweitert. Seit 1984 wurden die Bestände auch mit Hilfe der EDV erschlossen. Hinzu kam seit 1990 die Erhaltung des umfangreichen Film- und Fotobestandes.
Das Archiv beteiligt sich an wissenschaftlichen Forschungen und Publikationen. So liegen aus neuerer Zeit eine Publikation zur Villa Hügel sowie eine zur Fotografie als historische Quelle sowie zwei Monographien zur Firmengeschichte vor.

## Heutige Struktur
Mit dem Zusammenschluss der Firmen Thyssen und Krupp übernahm das ehemalige Thyssen-Archiv in Duisburg die Funktion als zentrales Werksarchiv. Das Historische Archiv Krupp ist seit 1998 Eigentum der Alfried Krupp von Bohlen und Halbach-Stiftung. Es blieb in der Villa Hügel und ist Zentrum für die Erforschung der Krupp-Geschichte.
Neben den Beständen der Firma Krupp sowie der Familie finden sich dort auch Unterlagen von Unternehmen die im Kruppkonzern aufgegangen sind. Dazu gehört etwa Schriftgut des Bochumer Vereins.
Insgesamt umfassen die Bestände neun laufende Kilometer. Neben Akten und Druckschriften gehören dazu auch zahlreiche historische Filme und 1,9 Millionen Fotografien.
Im Jahr 2006 wurde das Archiv als Wirtschaftsarchiv des Jahres ausgezeichnet.
Leiter des Archivs ist seit 2003 der Neuzeithistoriker Ralf Stremmel.